# Actinonaias ligamentina
Actinonaias ligamentina är en musselart som först beskrevs av Jean-Baptiste Lamarck 1819.  Actinonaias ligamentina ingår i släktet Actinonaias och familjen målarmusslor. IUCN kategoriserar arten globalt som livskraftig. Inga underarter finns listade i Catalogue of Life.